# Kagoma (vattendrag i Burundi, lat -3,08, long 29,91)
Kagoma är ett vattendrag i Burundi. Det ligger i den centrala delen av landet, 70 kilometer nordost om huvudstaden Bujumbura.
Omgivningarna runt Kagoma är en mosaik av jordbruksmark och naturlig växtlighet. Runt Kagoma är det tätbefolkat, med 331 invånare per kvadratkilometer.